# Проскуряков, Яков Степанович
Яков Степанович Проскуряков (1807—1873) — генерал-майор, военный топограф

## Биография
Родился в 1807 году, происходил из солдатских детей. На службу поступил 17 апреля 1827 года топографом 2-го класса; был на топографической съёмке Санкт-Петербургской губернии до 1830 года. 
С 27 апреля 1832 года учился в Школе топографов роты Военно-топографического депо, окончив которую, до 1838 года участвовал в топографической съёмке Псковской губернии. Произведённый в прапорщики Корпуса военных топографов с назначением состоять при Военно-топографическом депо, в 1842 году он был командирован на турецко-персидское разграничение владений Российской империи. Переговоры между Турцией и Персией продолжались несколько лет; все это время комиссар от русского правительства полковник Дайнезе находился в Эрзеруме; Проскуряков, состоявший при нём, воспользовался свободным временем и сделал съёмку: всей Эрзерумской равнины до гор Биигельдага и далее на север по реке Чурок-Су до Тортумского озера, а также маршруты на Трапезунд и Сюрмене, снял планы городов Эрзерума и Трапезунда; к этим съёмкам он составил подробное топографическое описание местности, в котором поместил большое количество любопытных этнографических и статистических заметок; за свои труды в 1846 году был пожалован орденом Св. Анны 3-й степени. В 1847 году трактат между Россией, Персией и Турцией был заключён, и Проскуряков вернулся в Россию и был произведён в штабс-капитаны. 
В 1848 году он был вновь командирован в помощь комиссару-посреднику России полковнику Чирикову (заменившему Дайнезе) и, под его наблюдением, продолжал работы в Персии; снял маршруты по р. Тигру вплоть до Персидского залива. Из командировки он вернулся в Петербург 29 мая 1852 года, и за свои труды был награждён орденом Св. Владимира 4-й степени (25.07.1850) и произведён в капитаны (26.08.1852). В этих заграничных командировках Проскуряков произвёл в Турции, Персии и на восточной окраине Аравии военно-маршрутные съёмки размером более 120 тыс. кв. верст с составлением следующих карты: карта турецко-персидской границы; военно-маршрутные карты главных путей по Турции и Персии; подробные планы городов и исторически замечательных мест Турции и Персии (в Турции 51 город и развалины, в Персии 44 города). 
В 1863 году он был произведён в полковники и назначен для особых поручений и ученых занятий в Главное управление Генерального штаба, 21 января 1867 года был произведён в генерал-майоры, а 31 января из-за совершенного расстройства зрения был уволен от службы. 
По отзыву начальника Корпуса военных топографов генерал-лейтенанта Веригина «Проскуряков постоянно отличался особенной деятельностью и усердием; съемка внутри чуждых владений требовала самых лучших качеств и умения обращаться с азиатскими народами. Независимо от тяжких трудов и всякого рода лишений, связанных с заграничной съемкой, польза трудов Проскурякова для государства исключает их из ряда обыкновенных». 
Умер 28 января (9 февраля) 1873 года и был похоронен в Петербурге на кладбище Новодевичья монастыря. 